# IAI Astra
IAI 1125 Astra je dvomotorno reaktivno poslovno letalo izralskega proizvajalca Israel Aircraft Industries (IAI). Zasnovan je bil na podlagi IAI Westwind, ima pa za razliko nizkonamščeno krilo in povsem nov trup.
Kasneje so letalo proizvajali pri ameriškemu Gulfstream kot Gulfstream G200.

## Specifikacije(1125 Astra)
Podatki iz International Directory of Civil Aircraft
Splošne značilnosti
- Posadka: 2
- Število sedežev: tipično 6, največ 9
- Dolžina: 16,94 m (55 ft 7 in)
- Razpon kril: 16,05 m (52 ft 8 in)
- Višina: 5,53 m (18 ft 2 in)
- Površina kril: 29,4 m2 (316 sq ft)
- Teža praznega letala: 5.747 kg (12.670 lb)
- Maks. vzletna teža: 10.660 kg (23.501 lb) <
- Pogon letala: 2 × Honeywell TFE731 turbofan, 16,2 kN (3.600 lbf) potisk motorjev  vsak

Zmogljivost
- Maks. hitrost: 672 km/h; 418 mph (363 kn) IAS
- Maks. hitrost: Mach M0.855
- Potovalna hitrost: 862 km/h (536 mph; 465 kn) TAS
- Doseg: 5.760 km (3.579 mi; 3.110 nmi)
- Višina leta: 13.716 m (45.000 ft)
- Hitrost vzpenjanja: 18 m/s (3.500 ft/min)